# 余根基
余根基（1940年8月—），男，汉族，安徽歙县人，中共党员，中华人民共和国企业家，第八届全国人大代表。

## 生平
1964毕业于安徽师范大学（原合肥师范学院）地理系，毕业后参加农村社教，后在安徽省科委农业区划处、歙县税务局工作。1973年调至歙县化工厂，先后任副厂长、厂长。1989年任黄山市化工厂厂长。后历任华佳化工有限公司董事长、总经理，黄山永佳（集团）有限公司董事长、总经理，黄山永新装饰包装材料有限公司董事长，永新股份董事长。

## 荣誉
先后荣获安徽省首届优秀企业家，安徽省有突出贡献的中青年专家，安徽省优秀党员，全国劳动模范等称号。